# Star Wars: Episode VIII: The Last Jedi (soundtrack)
Star Wars: Episode VIII: The Last Jedi is de soundtrack van de film Star Wars: Episode VIII: The Last Jedi waarvan de wereldpremière plaatsvond op 9 december 2017. Het album werd gecomponeerd, gedirigeerd en geproduceerd door John Williams en uitgebracht op 15 december 2017 door Walt Disney Records. Op 23 december 2017 kwam het album binnen op plaats 44 in de Nederlandse Album Top 100 en op plaats 37 in de Vlaamse Ultratop 200 Albums.

## Tracklijst
1. "Main Title and Escape" - 7:25
2. "Ahch-To Island" - 4:22
3. "Revisiting Snoke" - 3:28
4. "The Supremacy" - 4:00
5. "Fun with Finn and Rose" - 2:33
6. "Old Friends" - 4:28
7. "The Rebellion is Reborn" - 3:59
8. "Lesson One" - 2:09
9. "Canto Bight" - 2:37
10. "Who Are You?" - 3:04
11. "The Fathiers" - 2:42
12. "The Cave" - 2:59
13. "The Sacred Jedi Texts" - 3:32
14. "A New Alliance" - 3:13
15. "Chrome Dome" - 2:01
16. "The Battle of Crait" - 6:47
17. "The Spark" - 3:35
18. "The Last Jedi" - 3:03
19. "Peace and Purpose" - 3:06
20. "Finale" - 8:28

## Hitnoteringen

### NPO Klassiek Filmmuziek Top 200
| Als Star Wars in de NPO Klassiek Filmmuziek Top 200 | Als Star Wars in de NPO Klassiek Filmmuziek Top 200 | Als Star Wars in de NPO Klassiek Filmmuziek Top 200 | Als Star Wars in de NPO Klassiek Filmmuziek Top 200 | Als Star Wars in de NPO Klassiek Filmmuziek Top 200 | Als Star Wars in de NPO Klassiek Filmmuziek Top 200 | Als Star Wars in de NPO Klassiek Filmmuziek Top 200 | Als Star Wars in de NPO Klassiek Filmmuziek Top 200 | Als Star Wars in de NPO Klassiek Filmmuziek Top 200 | Als Star Wars in de NPO Klassiek Filmmuziek Top 200 | Als Star Wars in de NPO Klassiek Filmmuziek Top 200 |
| Jaar                                                | 2016                                                | 2017                                                | 2018                                                | 2019                                                | 2020                                                | 2021                                                | 2022                                                | 2023                                                | 2024                                                | 2025                                                |
| --------------------------------------------------- | --------------------------------------------------- | --------------------------------------------------- | --------------------------------------------------- | --------------------------------------------------- | --------------------------------------------------- | --------------------------------------------------- | --------------------------------------------------- | --------------------------------------------------- | --------------------------------------------------- | --------------------------------------------------- |
| Positie                                             | 18*                                                 | 5*                                                  | 3                                                   | 3                                                   | 3                                                   | 5                                                   | 3                                                   | 5                                                   | 7                                                   | 6                                                   |

( * als Episode I t/m VII)